# A Shaun the Sheep Movie: Farmageddon
A Shaun the Sheep Movie: Farmageddon (La oveja Shaun la película: Granjaguedon en España, y Shaun, el Cordero: la película - Granjaguedon en Hispanoamérica) es una película de comedia de ciencia ficción animada de stop-motion de 2019 producida por Aardman Animations. Dirigida por Will Becher y Richard Phelan en su debut como director, es una secuela independiente de Shaun the Sheep Movie (2015) y se basa en la serie de televisión de Claymation Shaun the Sheep, a su vez basada en la película de 1995 creada por A Close Shave creada  por Nick Park. La película está protagonizada por Justin Fletcher, John Sparkes, Kate Harbour y Rich Webber repitiendo sus papeles de la serie y la película anterior, mientras que los nuevos miembros del reparto incluyen a Amalia Vitale, David Holt y Chris Morrell. En la película, Shaun y el rebaño se encuentran con un lindo alienígena con poderes extraordinarios, que se estrella cerca de Mossy Bottom Farm. Tienen que encontrar la manera de devolverla a su hogar para evitar que caiga en manos del Ministerio de Detección de Extranjeros.
Los planes para una secuela comenzaron en 2015, luego del lanzamiento de la primera película. La película comenzó oficialmente la producción después del final de la producción de Early Man (2018). Se anunció que Richard Starzak volvería como director, sin embargo, en noviembre de 2018, se anunció que la película sería dirigida por Becher y Phelan.
Una película de Shaun the Sheep: Farmageddon se lanzó el 18 de octubre de 2019 en el Reino Unido, y Netflix se lanzó en los Estados Unidos y Latinoamérica el 14 de febrero de 2020.

## Argumento
En la ciudad de Mossingham, el granjero y su perro Bitzer descubren el aterrizaje de un OVNI y huyen del alienígena que sale de él. En Mossy Bottom Farm, Shaun y el rebaño intentan disfrutar de sus pasatiempos peligrosos, solo para que Bitzer los detenga de sus actividades y los prohíba por completo. Después de que se le prohibió cenar en una barbacoa, Shaun decide pedir tres pizzas, pero cuando llegan las pizzas, tanto Bitzer, que intercepta dos tercios de la entrega, como el rebaño descubren que las cajas de pizza están completamente vacías.
A la mañana siguiente, Shaun descubre un rastro de costras de pizza y se encuentra con el alienígena. La visitante se llama Lu-La, una extraterrestre traviesa de To-Pa con poderes extraterrestres. Cuando Shaun la presenta a la bandada, causa daños con una cosechadora, dañándola mientras transforma una casa de campo detrás de la granja en círculos de cultivos no intencionales. Aprovechando las recientes noticias de avistamientos de extraterrestres, el granjero deduce que puede crear un parque temático basado en extraterrestres, "Farmageddon", en el que puede ganar dinero para pagar una nueva cosechadora.
El líder del Ministerio de Detección de Extranjeros (M.A.D.), Agente Rojo, investiga los reclamos de ovnis. Después de descubrir que el OVNI ha desaparecido, tanto John como Bingo son arrestados. Mientras tanto, Lu-La y Shaun rastrean el OVNI, que se revela invisible antes. La pareja intenta iniciar el OVNI pero no puede. Tratando de recordar cómo iniciar la nave espacial y la consulta de Shaun en una foto de su familia, Lu-La transmite sus recuerdos a Shaun, revelando que en realidad es una niña y accidentalmente lanzó la nave espacial de sus padres mientras jugaba en ella. También se dan cuenta de que necesitan un dispositivo de esfera en forma de huevo para activarlo. M.A.D llega y captura la nave espacial y la lleva a su sede.
En la base, Shaun y Lu-La escapan y logran recuperar el dispositivo, mientras que los demás están distraídos por Bitzer que ha estado siguiendo a Shaun y se confunde con el extraterrestre debido a un traje extraterrestre utilizado para promover "Farmageddon". Shaun y Lu-La reinician la nave y logran escapar con Bitzer y se dirigen a To-Pa; En el camino, Shaun ignora las instrucciones de Bitzer de no tocar nada en la nave, haciendo que vuelvan a la Tierra. Al ver el ovni destruido, Lu-La queda con el corazón roto. Sintiendo remordimiento por lo que había hecho, Shaun intenta encontrar otra forma de llevar a Lu-La a casa; Luego descubre que el dispositivo se puede utilizar para contactar a los padres de Lu-La en su planeta, pero requiere una señal a una altura mayor. Shaun decide que él y Lu-La intentan alcanzar la parte superior del letrero del parque temático "Farmageddon" del granjero para poder hacer contacto.
Con la ayuda del rebaño y Bitzer, Shaun y Lu-La suben el letrero mientras el granjero lanza un espectáculo en el parque temático. Mientras tanto, Red llega y persigue a Shaun y Lu-La por el letrero usando un dispositivo robótico. Retrasándola de capturar al alienígena y finalmente empujándola hacia abajo, Shaun logra enviar un mensaje de socorro, pero Lu-La es capturada. Sus padres, Ub-Do y Me-Ma, llegan a tiempo y se reúnen con su hija. Red finalmente da la bienvenida a los extraterrestres, sabiendo que son extraterrestres que vio cuando era niña, comenzando sus proyectos con MAD. Shaun, Bitzer y el rebaño se despidieron de los extraterrestres, mientras que "Farmageddon" recibió buenas críticas ya que el incidente se considera parte del tema. 'efectos especiales' del espectáculo del parque. Mientras regresan a To-Pa, los extraterrestres descubren al granjero en su OVNI, lo que los lleva a regresar a la Tierra.
En una escena poscréditos, el granjero, ahora de vuelta en la Tierra, prueba su nueva cosechadora, mientras que Bitzer y la bandada juegan al frisbee. El frisbee sopla en el campo donde está el granjero, ingresa a la cosechadora, obstruye la maquinaria y hace que explote, asustando rápidamente a Shaun, Bitzer y Timmy.
En una escena posterior a los créditos, un Hazmat, los trabajadores de M.A.D., se revela como una versión de arcilla del profesor Brian Cox; él toca la canción "No podría mejorar" en un piano eléctrico, solo para que Timmy, en pijama, vaya y la desconecte, alegando que es demasiado fuerte.

## Reparto
- Justin Fletcher como Shaun, el personaje principal y líder del rebaño. 
  - Fletcher también le da voz a Timmy, el primo de Shaun y la oveja más pequeña del rebaño.
- John Sparkes como Bitzer, el perro pastor de la granja y el mejor amigo de Shaun. 
  - Sparkes también le da voz al granjero, el dueño de la granja.
- Amalia Vitale como Lu-La, una traviesa alienígena femenina que se hace amiga de Shaun. 
  - Vitale también le da voz a Me-Ma, la madre de Lu-La.
- Kate Harbour como la madre de Timmy. 
  - Harbor también le da voz al Agente Rojo, quien está decidido a localizar a los extraterrestres para demostrar su existencia. Cuando era joven, los había encontrado y hablado sobre eso con sus compañeros de clase, solo para que se rieran de ellos.
- David Holt como Mugg-1N5, una sonda robótica.
- Richard Webber como Shirley, una oveja gorda. 
  - Webber también le da voz a Ub-Do, el padre de Lu-La.
- Simon Greenall como Los Gemelos, dos ovejas.
- Emma Tate como Hazel, una miembro del rebaño.
- Andy Nyman como Nuts, una oveja con ojos extraños.
- Chris Morrell como el Granjero John.
- Joe Sugg como El Niño Pizza.[3]

## Premios y nominaciones
| Premio                 | Categoría                   | Ganadores y nominados        | Resultado |
| ---------------------- | --------------------------- | ---------------------------- | --------- |
| Premios de la Academia | Mejor película de animación | Will Becher y Richard Phelan | Nominado  |

## Producción
El 14 de septiembre de 2017, Studio Canal anunció que estaba trabajando con Aardman en una secuela de Shaun the Sheep Movie. El 25 de octubre de 2016, bajo el título provisional, Shaun the Sheep Movie 2, Aardman confirmó que una secuela entraría en preproducción en enero de 2017 con el regreso de Richard Starzak, codirector de la primera película.
En noviembre de 2018, se anunció que los empleados de Aardman, Richard Phelan y Will Becher, codirigirían la película, con Starzak todavía como director, debido a que Peter Lord y David Sproxton otorgan la mayoría de la propiedad a los empleados para mantener la empresa independiente.

## Música
La música para la película está compuesta por Tom Howe. Inicialmente se creía que Ilan Eshkeri, quien compuso la música para Shaun the Sheep Movie, regresaría, pero estos rumores eran falsos.
El tema musical de la película se titula "Lazy" y está escrito por Howe e interpretado por The Vaccines y Kylie Minogue. Además, al igual que la película anterior, la película incorpora una remezcla del tema de la serie "Life's a Treat". Tanto Mark Thomas como Vic Reeves regresan para realizar el remix y se les une Nadia Rose.

## Estreno
A Shaun the Sheep Movie: Farmageddon se estrenó por primera vez en Alemania el 26 de septiembre de 2019, mientras que en el Reino Unido se estrenó el 18 de octubre de 2019. Originalmente destinado a estrenarse en cines en los Estados Unidos el 13 de diciembre de 2019, Netflix compró los derechos de distribución para los Estados Unidos, Canadá y América Latina y pospuso la fecha de lanzamiento estadounidense al 14 de febrero de 2020.

### Marketing
En enero de 2018, se anunció que el avance de la película se proyectaría teatralmente frente a la otra película de Aardman, Early Man, en todo el mundo, revelando el nuevo título y la sinopsis de la película. El 7 de diciembre de 2018, Aardman anunció a través de sus redes sociales que el avance de la película junto con las fechas de lanzamiento llegarían la semana siguiente. El avance fue lanzado el 11 de diciembre de 2018, seguido del primer avance oficial lanzado el 1 de abril de 2019. El 3 de julio de 2019 se lanzó el segundo tráiler.

## Recepción

### Taquilla
A partir del 29 de diciembre de 2019, A Shaun the Sheep Movie: Farmageddon ha ganado $40.2 millones, con el país que más ha recaudado es Reino Unido ($9.1 millones), Alemania ($6.6 millones) y Francia ($5.4 millones). Actualmente se ubica como la decimosexta película animada stop-motion más taquillera de todos los tiempos.

### Crítica
El agregador de revisión Rotten Tomatoes registra un 96% de críticas positivas basadas en 57 críticas y una calificación promedio de 7.51/10. El consenso crítico dice: "A Shaun the Sheep Movie: Farmageddon conserva el encanto de su material de fuente de pantalla pequeña mientras expande de manera atractiva el mundo del personaje principal". En Metacritic, la película tiene una puntuación de 80 de 100, basada en 14 críticas, que indican "revisiones generalmente favorables".

## Videojuego
Una adaptación cinematográfica de Home Sheep Home, titulada Home Sheep Home: Farmageddon Party Edition fue lanzada en Nintendo Switch y Steam en octubre de 2019. En el juego, Shaun, Shirley y Timmy encuentran su camino de regreso a la hierba verde del hogar, todo organizado por Lu-La. El juego de rompecabezas de plataformas reutilizó gran parte de la jugabilidad de juegos anteriores de Home Sheep Home.